# Karol Kurzej
Karol Kurzej (ur. 21 maja 1993) – polski judoka.
Zawodnik klubów: AKS Strzegom (2006-2009), KS Gwardia Wrocław (od 2010). Brązowy medalista młodzieżowych mistrzostw Europy 2015. Brązowy medalista zawodów pucharu Europy seniorów 2016 w Celje. Brązowy medalista mistrzostw Polski seniorów 2016 w kategorii do 81 kg. Ponadto m.in. młodzieżowy mistrz Polski 2015.